# Округ Донли (Тексас)
Округ Донли (енгл. Donley County) је округ у америчкој савезној држави Тексас. По попису из 2010. године број становника је 3.677.

## Демографија
Према попису становништва из 2010. у округу је живело 3.677 становника, што је 151 (3,9%) становника мање него 2000. године.
| Група             | 2000.         | 2010.         |
| Белци             | 3.372 (88,1%) | 3.136 (85,3%) |
| Афроамериканци    | 151 (3,9%)    | 164 (4,5%)    |
| Азијати           | 4 (0,1%)      | 9 (0,2%)      |
| Хиспаноамериканци | 243 (6,3%)    | 309 (8,4%)    |
| Укупно            | 3.828         | 3.677         |